# Schmitten (Friburgo)
Schmitten (toponimo tedesco; in francese Favarges, desueto) è un comune svizzero di 4 078 abitanti del Canton Friburgo, nel distretto della Sense.

## Storia
Il comune di Schmitten è stato istituito nel 1922 per scorporo da quello di Düdingen.

## Monumenti e luoghi d'interesse

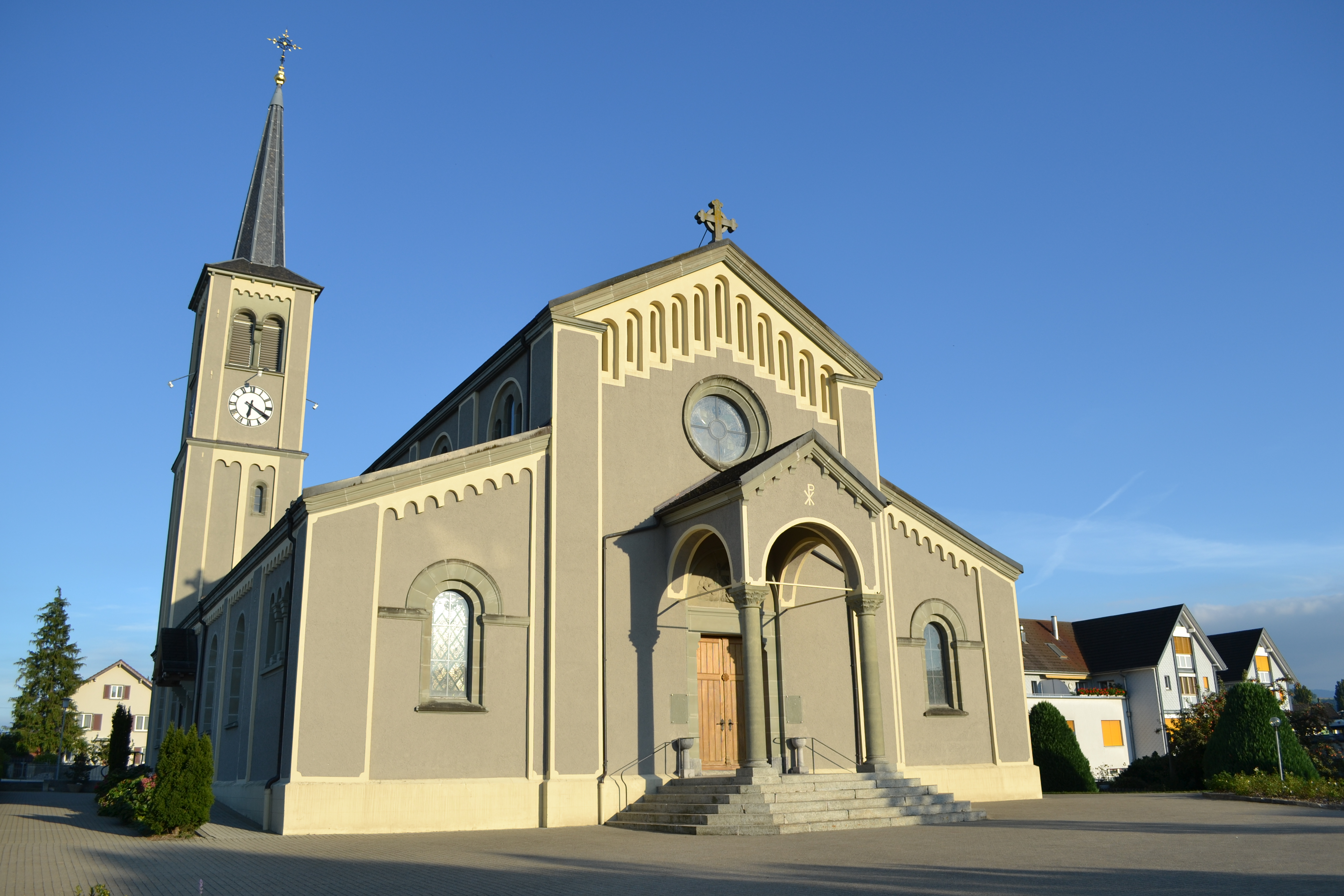
La chiesa cattolica di San Giuseppe

- Chiesa cattolica di San Giuseppe, eretta nel 1896-1898[1].

## Società

### Evoluzione demografica
L'evoluzione demografica è riportata nella seguente tabella:
Abitanti censiti

## Geografia antropica
Le frazioni di Schmitten sono:
- Berg
- Betlehem
- Bunziwil
- Burg
- Fillistorf
- Hohe Zelg
- Lanthen
- Mühletal
- Ried
- Tützenberg
  - Ober Tützenberg[senza fonte]
  - Unter Tützenberg[senza fonte]
- Vetterwil
- Wiler
- Zirkels

## Infrastrutture e trasporti

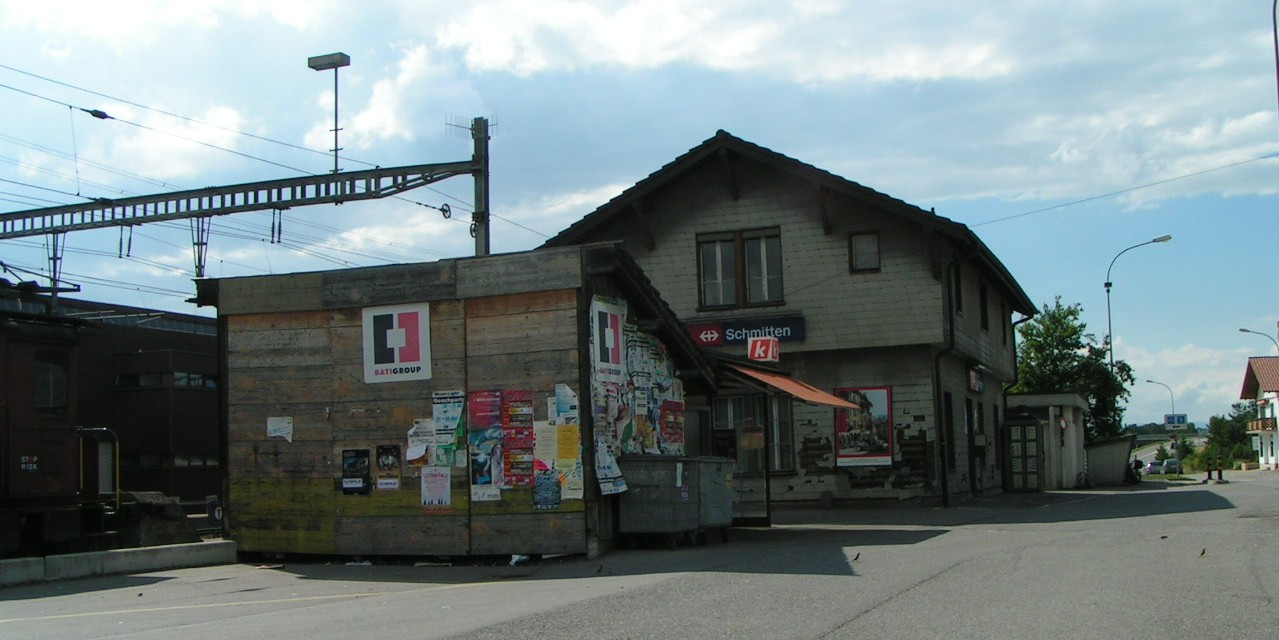
La stazione di Schmitten

Schmitten è servito dall'omonima stazione sulla ferrovia Losanna-Berna

## Amministrazione
Ogni famiglia originaria del luogo fa parte del comune patriziale che ha la responsabilità della manutenzione di ogni bene comune.